# Улица Гудованцева (Казань)
Улица Гудованцева (тат. Гудованцев урамы) — улица в Московском и Авиастроительном районах Казани, в жилом массиве Жилплощадка. Начинаясь от Тэцевской улицы, пересекает улицы Обнорского, Беломорская, Шатурская, Пятигорская, Моисеева и заканчивается на северной окраине Жилплощадки. Названа в честь воздухоплавателя Николая Гудованцева (1909—1938). Нечётная часть улицы застроена многоэтажными домами, а чётная часть улицы — в основном частными домами.

## История
Возникла не позднее начала 1960-х как 6-я Муромская улица. Современное наименование присвоено 27 августа 1973 года. До этого то же имя имела улица в слободе Восстания, на бывшей Ивановской стройке, исчезнувшая в связи со сносом всех домов на ней.
Жилые дома советского времени большей частью были построены для работников расположенных неподалёку предприятий (трест «Казаньхимстрой», ТЭЦ-3, завод оргсинтеза и другие). В постсоветский период был построен только один дом.

## Объекты
- № 1 — жилой дом завода стройдеталей № 1.[5]
- № 3 — жилой дом ПАТО «Казаньстройтранс».[6]
- № 5, 9, 11, 15, 17, 19, 21, 29, 33, 37, 43 — жилые дома треста «Казаньхимстрой».[7]
  - № 7 — в этом доме находилась вечерняя школа № 23.[8]
  - № 29 — в этом доме находилось ЖЭУ-4 треста «Казаньхимстрой».[8]
- № 22, 22а — жилые дома вертолётного завода.[5]
- № 23 — Казанский нефтехимический колледж (в советское время СПТУ-23).[8][9]
- № 26 — школа-гимназия № 5 (ранее школа № 2).[6]
- № 27 — жилой дом РПО «Сельхозтехника».[6]
- № 31 — детский сад № 234 (бывший ведомственный д/с завода оргсинтеза).[6]
- № 41а, 42/4, 43/1, 43/2, 43/4, 45, 47 — жилые дома ТЭЦ-3.[6]
  - № 41а — филиал поликлиники № 11 (ранее поликлиника № 16).[8][10]
- № 41б — ДЮСШ «Смена» (в советское время ведомственный д/с № 87 ТЭЦ-3).[11][8]
- № 49, 51 — жилой дом завода оргсинтеза.[5]
- № 50а — жилой дом треста «Гидроспецстрой».[6]

## Известные жители
- В доме № 17 проживал Хайдар Закиров, главарь ОПГ «Жилка».[12][13]